# Yahşihan (district)
Yahşihan is een Turks district in de provincie Kırıkkale en telt 12.963 inwoners (2007). Het district heeft een oppervlakte van 197,6 km². Hoofdplaats is Yahşihan.
De bevolkingsontwikkeling van het district is weergegeven in onderstaande tabel.
| 1997   | 2000   | 2007   |
| ------ | ------ | ------ |
| 13.125 | 14.098 | 12.963 |